# Счупено копие
„Счупено копие“ (на английски: Broken Lance) е уестърн на режисьора Едуард Дмитрик, която излиза на екран през 1954 година.

## Сюжет
Изтърпял три години в аризонски затвор, каубоят Джо излиза на свобода и се среща с тримата си братя от първия брак на баща си - Бен, Майк и Дани, които са изоставили селския живот и са се преместили в града, и в негово отсъствие са поделили фамилните земи помежду си. В кабинета на губернатора, братята се опитват да придумат Джо да напусне щата, и дори са готови да му купят ранчо и да покрият щетите му за първите три години. Но Джо не бърза с отговора и пренебрегвайки молбата, решава да потърси майка си, за да разбере какво точно се е случило в негово отсъствие, и защо е починал баща му - Мат Девъроу

## В ролите
| Актьор         | Роля            |
| -------------- | --------------- |
| Спенсър Трейси | Мат Девъроу     |
| Ричард Уидмарк | Бен Девъроу     |
| Робърт Уагнър  | Джо Девъроу     |
| Джийн Питърс   | Барбара         |
| Кати Хурадо    | Сеньора Девъроу |
| Хю О'Брайън    | Майк Девъроу    |
| Ърл Холиман    | Дени Девъроу    |
| Едуард Франц   | Две луни        |